# Walter Lundqvist
Anders Walter Henning Lundqvist, född den 26 september 1908 i  Skövde, död den 31 juli 1977 i Jönköping, var en svensk militär.
Lundqvist avlade studentexamen i Skövde 1927. Han blev fänrik vid Norrlands artilleriregemente 1930, löjtnant där 1934, biträdande militärattaché i Riga 1934-1936, kapten  vid Norrlands artilleriregemente 1936,  vid generalstaben 1940, major och rådgivare till kejsar Haile Selassie i Etiopien 1946-1948, major vid  Norrlands artilleriregemente 1948, vid generalstaben 1951 och överstelöjtnant vid generalstaben 1952, vid Smålands artilleriregemente 1954. Lundqvist var överste och chef för Smålands artilleriregemente 1957–1964 samt artilleriinspektör 1964–1968. 1956 var han ställförande chef för FN trupperna under Suezkrisen.Han invaldes som ledamot av Krigsvetenskapsakademien 1956. Lundqvist blev riddare av Svärdsorden 1949, kommendör av samma orden 1961 och kommendör av första klassen 1964.